# سام لويوك
سام لويوك هو مؤدي ومغني ومصمم رقص ومبدع وراقص وممثل بلجيكي، ولد في 1966 في بلجيكا.

## أعمال

### أفلام
- (2018) ماندي

## وصلات خارجية
- سام لويوك على موقع IMDb (الإنجليزية)
- سام لويوك على موقع ألو سيني (الفرنسية)
- سام لويوك على موقع ميوزك برينز (الإنجليزية)
- سام لويوك على موقع أول موفي (الإنجليزية)
- سام لويوك على موقع ديسكوغز (الإنجليزية)
- سام لويوك على موقع قاعدة بيانات الفيلم (الإنجليزية)
- سام لويوك على موقع كينوبويسك (الروسية)